# Zygmunt Michelis

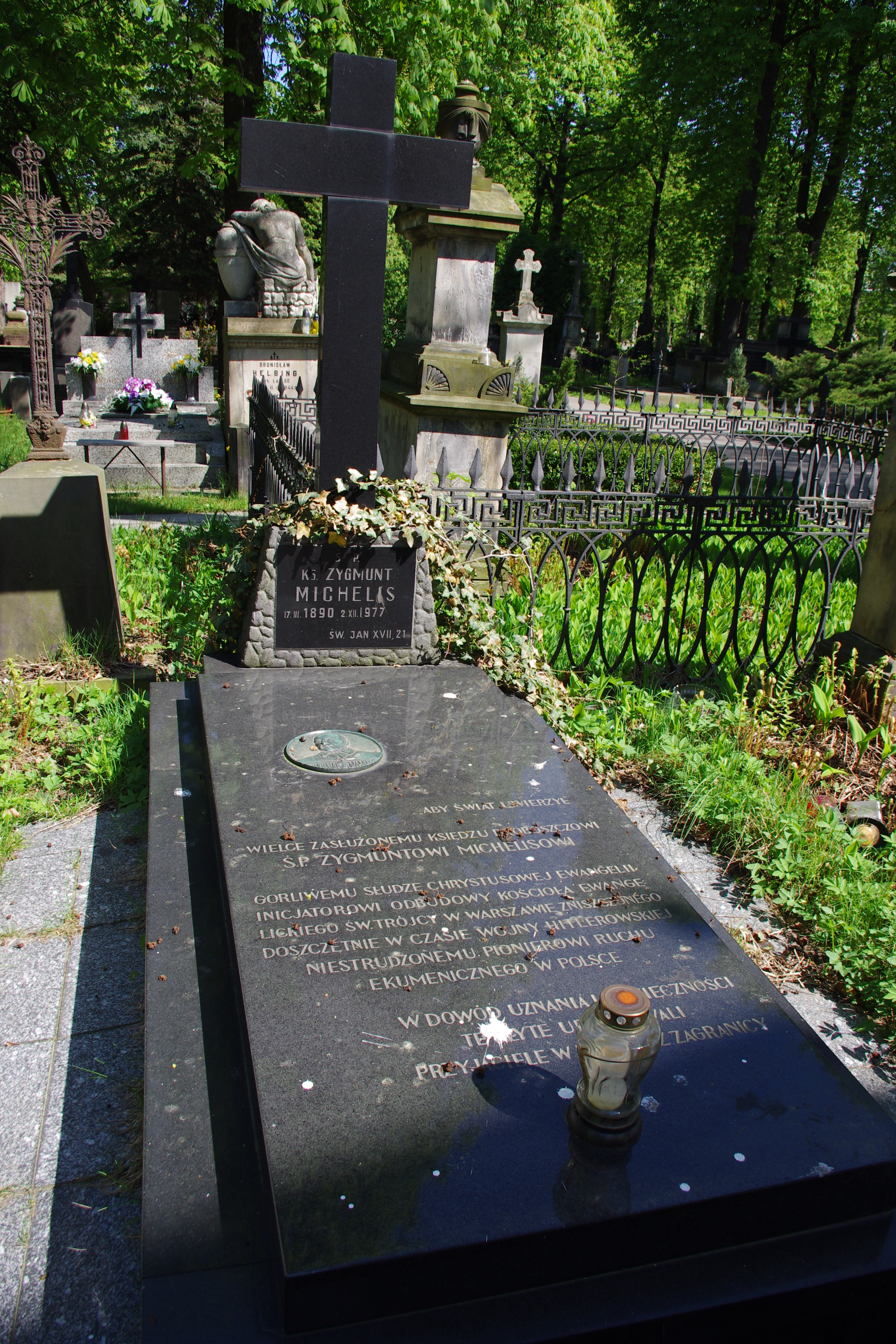
Grab von Zygmunt Michelis in Warschau

Zygmunt Michelis (* 17. März 1890 in Bycz/Kujawen; † 2. Dezember 1977 in Warschau) war ein polnischer evangelisch-lutherischer Geistlicher, Bischof-Adjunkt der Evangelisch-Augsburgischen Kirche in Polen und Präkursor der ökumenischen Zusammenarbeit mit der römisch-katholischen Kirche.

## Leben und Wirken
Michelis stammte aus einer Lehrerfamilie und hatte im theologischen Bereich der Kaiserlichen Universität Dorpat sein Studium abgeschlossen. Er war dort Mitglied im Korps Polonia. Nachdem er als Vikar an der Dreifaltigkeitskirche in Warschau tätig gewesen war, erhielt er seine Ordination zum Pfarrer durch Bischof Juliusz Bursche am 8. Dezember 1912. Ab 1913 wurde er zum Administrator der Pfarreien in Mława und Przasnycz bestimmt. In der Pfarrei Lipno übernahm er ein Jahr später das Amt des Pfarrers. Im Jahr 1921 wurde er II. Pfarrer in Warschau. Im Warschauer Diakonat übte er die Funktion des stellvertretenden Direktors aus. Er gründete die Evangelische Genossenschaftliche Bank und war ihr Direktor. Außerdem war er Redakteur und Herausgeber des Evangelischen Boten. Im Jahr 1924 übernahm er die geistliche Leitung des Warschauer Diakonats Tabita. 1928 ließ er für diese Einrichtung das Mutterhaus in Skolimowo bei Warschau erbauen.
Nach dem Beginn des Zweiten Weltkriegs wurde er 1939 von der Gestapo verhaftet und in das Warschauer Hauptgefängnis Pawiak überführt. Es folgte eine Inhaftierung im Konzentrationslager Sachsenhausen in Oranienburg. Nach einem Jahr Haft wurde er freigelassen. Danach gründete er im Untergrund den Nationalen Evangelischen Rat, der gegen die deutsche Besatzung arbeitete.
Nach der Befreiung von der NS-Gewaltherrschaft wurde Michelis Pfarrer der Heiligen Dreieinigkeitskirche, deren Wiederaufbau auch sein Verdienst ist. 1946 gründete er den Polnischen Ökumenischen Rat, dessen erster Präses er bis 1960 war. 1952 wurde er zum Bischof-Adjunkt der Evangelisch-Augsburgischen Kirche gewählt. Zugleich war er von 1952 bis 1957 Präses der Synode seiner Kirche. Michelis war Mitglied der Christlichen Friedenskonferenz und Teilnehmer der Gründungsversammlung 1958 in Prag. In der ökumenischen Bewegung engagiert, arbeitete er mit den katholischen Wochenzeitschriften Tygodnik Powszechny und Znak i Więź zusammen. Er gehörte zu den Teilnehmern der ersten ökumenischen Gottesdienste in der St.-Martins-Kirche in Warschau.
Nach seiner Pensionierung 1963 betätigte er sich weiter in der Ökumenischen Bewegung. Noch im gleichen Jahr gestattete ihm Kardinal Stefan Wyszyński, lutherische Gottesdienste in der Kirche der Schwestern vom Sakrament zu Warschau abzuhalten. Seine letzte Predigt hielt er in der St.-Martins-Kirche der Franziskanerinnen-Schwestern – Dienerinnen des Kreuzes in Warschau am 9. Oktober 1977.

## Werke
- Pismo święte Nowego Testamentu i Psalmy. Przekład ekumeniczny, Towarzystwo Biblijne w Polsce, Warszawa 2001.
- Sługa Słowa Bożego i Jedności Chrześcijan – Ks. Zygmunt Michelis. Warszawa 2003.